# Kazoo

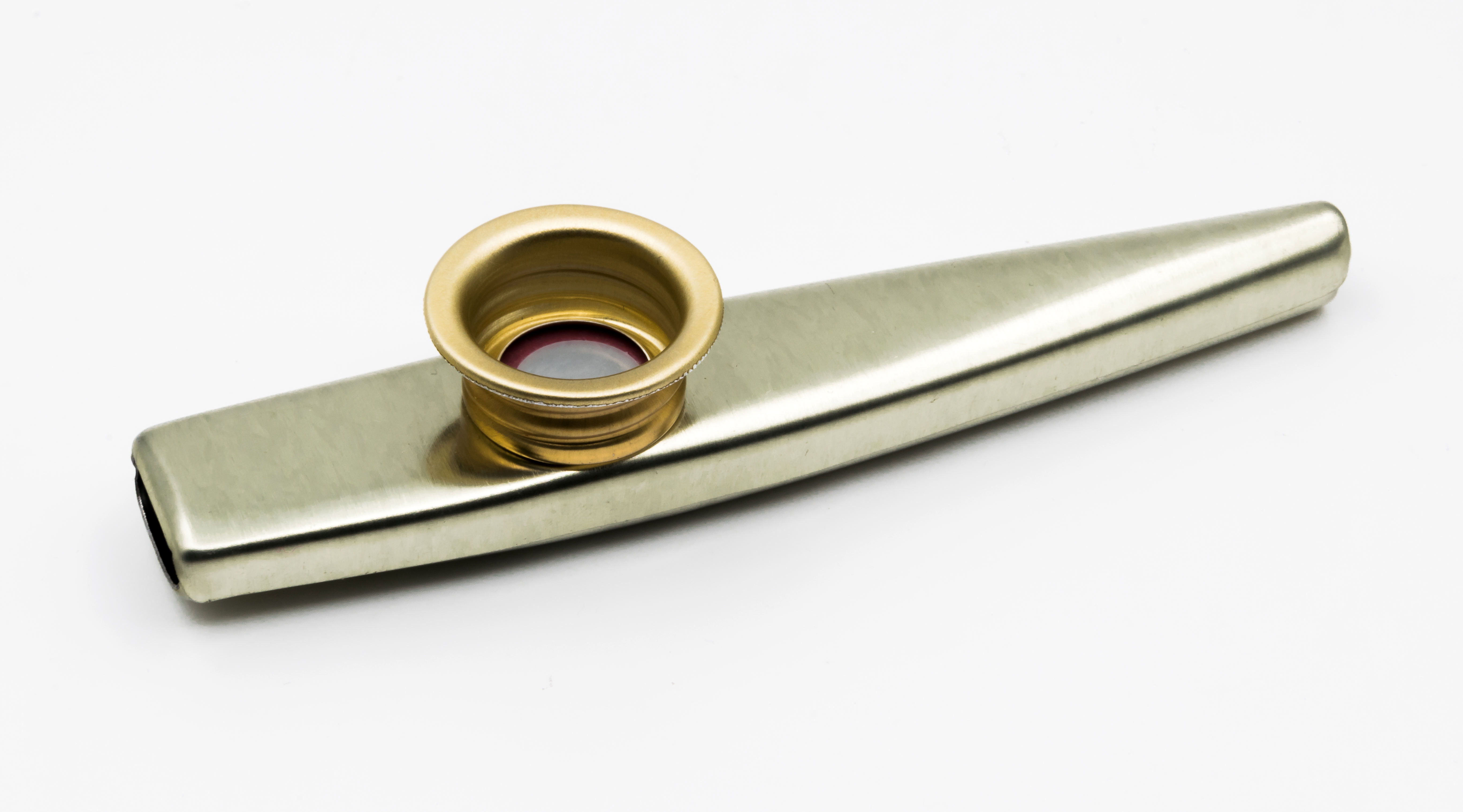
Um kazoo de metal

O kazoo ou mirlitão é um instrumento de sopro que adiciona um timbre de zumbido à voz do instrumentista quando se vocaliza no instrumento. O kazoo é um tipo de mirlitão, um dispositivo que modifica o som da voz de uma pessoa através de uma membrana vibratória.

## História

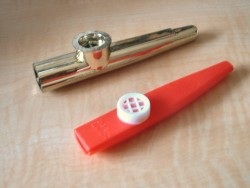
Exemplos de kazoo

Esses instrumentos têm sido utilizados na África há centenas de anos, para disfarçar o som da voz de alguém ou para imitar os animais, muitas vezes para vários fins cerimoniais. Foi sobre estes instrumentos que o kazoo, inventado no século XIX por um Afro-americano chamado Alabama Vest em Macon, Geórgia, Estados Unidos, se baseia. O primeiro kazoo foi divulgado na Feira do Estado da Geórgia em 1852. Os primeiros kazoos de metal foram fabricados e patenteados em Eden, Nova Iorque, onde ainda são feitos na fábrica original.

## Ligações Externas
- "Kazoo Brasilis!" Kazoo Brasilis - SP
- Kazooco, Museu do kazoo e fabricante histórico
- Eden, NY, Sítio web Kazooco
- "This is a kazoo!" Captain Kazoo: Maior coleção privada de kazoos do mundo.